# Поваренка (село)
Поваренка — село в Коченёвском районе Новосибирской области России. Административный центр Поваренского сельсовета. 

## География
Площадь села — 115 гектаров.

## Население
| 2002 | 2007  | 2010  |
| ---- | ----- | ----- |
| 1238 | ↘1217 | ↘1110 |

## Инфраструктура
В селе по данным на 2007 год функционируют 1 учреждение здравоохранения и 2 учреждение образования.